# Waldkliniken Eisenberg

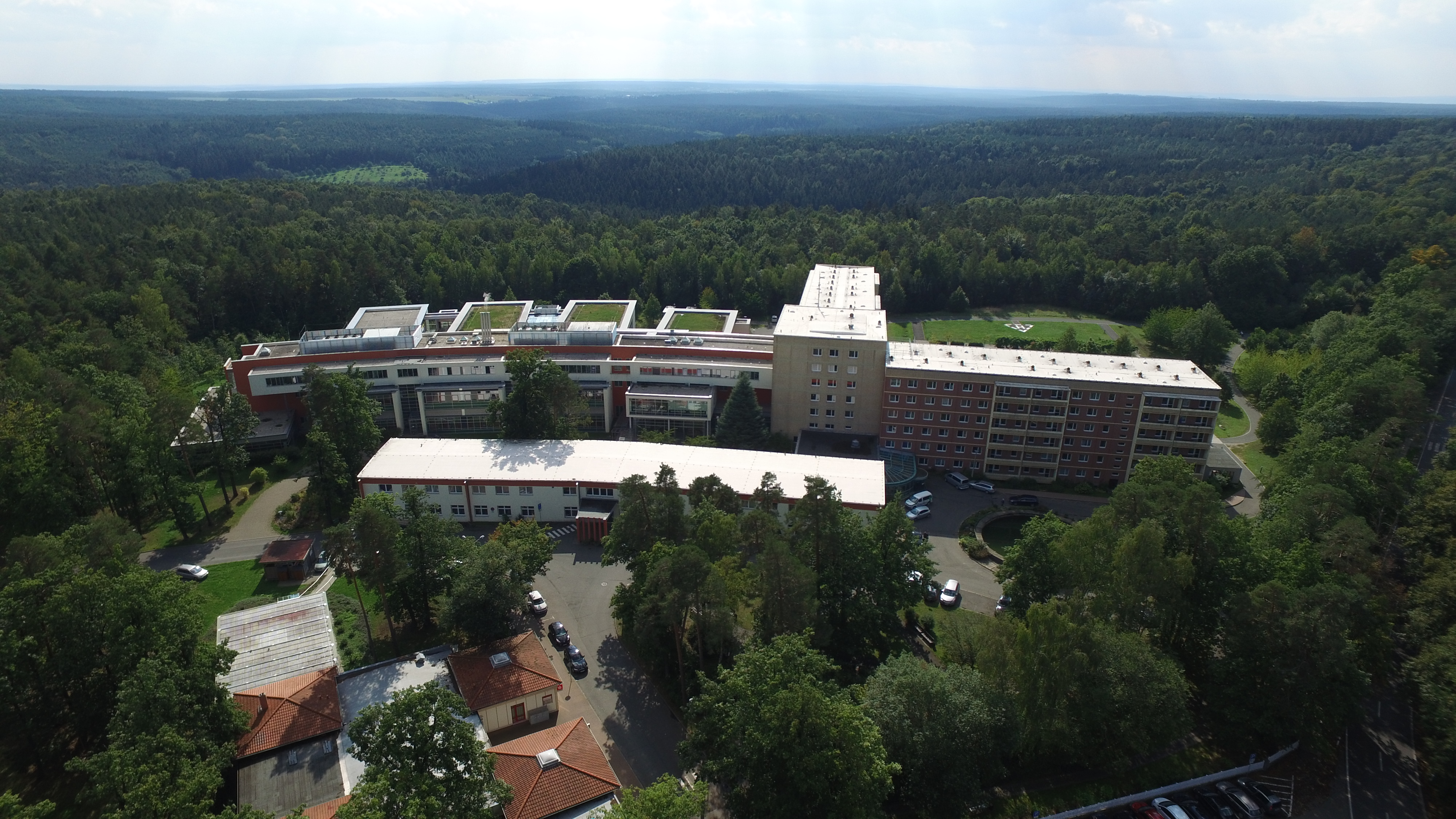
Ansicht der Waldkliniken

Die Waldkliniken Eisenberg sind ein Fachkrankenhaus für Orthopädie und ein Krankenhaus mit regionalem Versorgungsauftrag in Eisenberg / Thüringen und Akademisches Lehrkrankenhaus der Friedrich-Schiller-Universität Jena.

## Geschichte
In einfachen Baracken und unter dem Namen „Staatliches Waldkrankenhaus für Orthopädie“ eröffnete Rudolf Elle am 1. August 1945 die heutigen Waldkliniken am Stadtrand der Kleinstadt Eisenberg. In den Anfangsjahren um 1945 war das Waldkrankenhaus hauptsächlich ein Ausweichquartier für die Universitätskliniken Jena und diente vor allem der Behandlung von Kriegsversehrten.
Nach Elles Tod 1952 bekam das Waldkrankenhaus den Namenszusatz Rudolf Elle. Sein Engagement trug maßgeblich dazu bei, dass das Waldkrankenhaus im Jahr 1978 den Status des Lehrkrankenhauses für Orthopädie der Friedrich-Schiller-Universität Jena erhielt. 1987 wurde schließlich der Grundstein für den Bau eines sechsgeschossigen Bettenhauses gelegt, welches 1990 bezogen werden konnte. Es erfolgten weitere umfangreiche Um- und Neubaumaßnahmen, wobei neue Funktionsgebäude erbaut wurden, welche die bis ins Jahr 2006 bestehenden alten Holzbaracken ersetzten.
2018 wurde das Waldklinikum in Waldkliniken Eisenberg umbenannt.

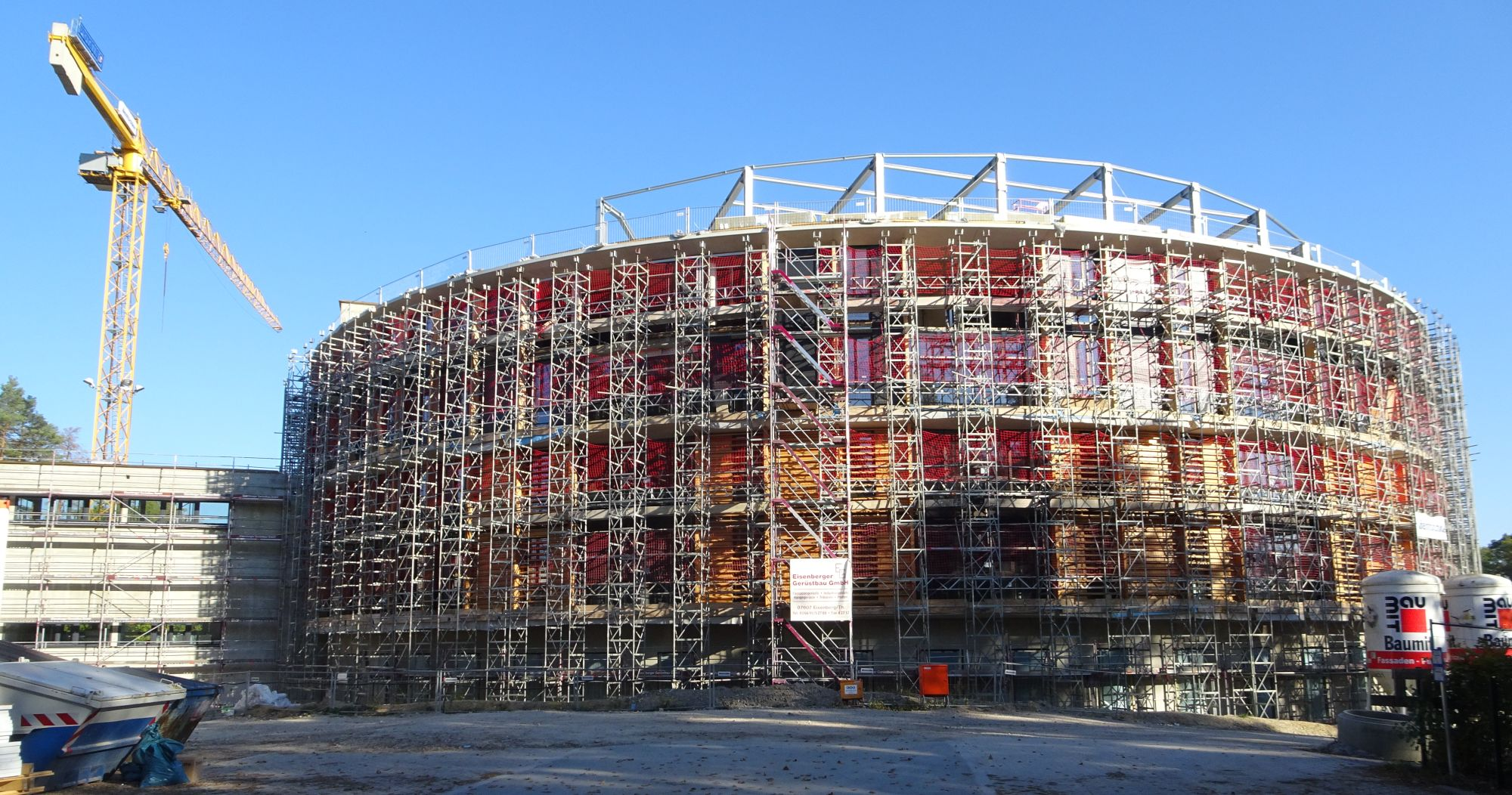
Bettenhaus im Bau (2018)

Im September 2020 wurde das vom italienischen Architekten Matteo Thun entworfene Bettenhaus eingeweiht, im Mai 2022 eine Synagoge. Parallel dazu bietet das Krankenhaus als erste Klinik Europas auch eine Versorgung entsprechend jüdischer Glaubensregeln an.
Im Jahr 2023 wurde die Klinik zum ersten Krankenhaus Deutschlands, in dem für die Beschäftigten die 35-Stunden-Woche gilt.

### Daten und Einrichtungen
Die Waldkliniken Eisenberg haben 254 Betten (aufgestellt) und beschäftigen ca. 660 Mitarbeiter (Stand 2018). Die Waldkliniken Eisenberg gehören damit zu den größten Arbeitgebern der Stadt Eisenberg. Im Jahresdurchschnitt werden an den Waldkliniken 58.000 Patienten behandelt. Das Deutsche Zentrum für Orthopädie der Waldkliniken ist sportmedizinischer Partner des FC Carl Zeiss Jena und des Nachwuchs-Radsportteams des 1. SV Gera.

### Kliniken und Fachabteilungen
- Deutsches Zentrum für Orthopädie
- Klinik für Allgemein- und Viszeralchirurgie / Coloproktologie
- Klinik für Anästhesie
- Klinik für Innere Medizin

- Radiologie
- Physiotherapie
- Ergotherapie
- Orthopädietechnik

## Bekannte Angehörige
- Rudolf Elle (1911–1952), Gründer des Waldkrankenhauses in Eisenberg